# Сейяхат-наме
Сейяхат-наме (осман. سياحت نامه‎ — «Книга путешествий») — книга турецкого путешественника Эвлии Челеби.

## История создания
Эвлия интересовался географией и вложил своё состояние в путешествия для того, чтобы составить полное описание Османской империи и соседних с ней стран.

## Переводы
"К настоящему времени «Книга путешествий» Эвлии Челеби переведена на многие европейские языки. Отдельные фрагменты, относящиеся к Югу Восточной Европы и Кавказу, издавались и на русском языке. Что же касается описаний Крыма, то эта часть сочинения известна пока немногим краеведам и специалистам по публикации на польском языке. К сожалению, польские востоковеды, работавшие над текстом, включили далеко не все материалы, касающиеся Крыма. Так, например, оказались опущенными очень важные сведения о Старом Крыме. Крымоведам известны рукописные переводы этого издания на русский язык. <...> Участник многих сражений, Эвлия Челеби научился ценить храбрость противника. Не раз слышавший у своей головы свист казачьей сабли, он с уважением говорит о защитниках южных рубежей Украины и России, восхищается мужеством казацкого отряда, отбившего у турок в 1637 г. сильную крепость Азов. В последней ее осаде турецкими войсками Эвлия Челеби сам принимал участие. Естественно, книга турецкого автора, как и любой исторический источник, нуждается в критическом осмыслении. Иногда в ней приводятся явно недостоверные сведения, например фантастическое число домов в той или иной крепости или немыслимая численность войск, участвовавших в сражении".

## Публикации

### На русском языке
- Эвлия Челеби. Книга путешествия: (Извлечения из сочинения турецкого путешественника XVII века): Перевод и комментарии. Вып. 1: Земли Молдавии и Украины / Институт народов Азии АН СССР.. — М.: ИВЛ, 1961. — (Памятники литературы народов Востока. Переводы. VI). (в пер.)
- Эвлия Челеби. Книга путешествия: (Извлечения из сочинения турецкого путешественника XVII века): Перевод и комментарии. Вып. 2: Земли Северного Кавказа, Поволжья и Подонья / Сост. и отв. ред. А. Д. Желтяков; Предисл. А. П. Григорьева; Примеч. и коммент. А. П. Григорьева и А. Д. Желтякова. Институт востоковедения АН СССР.. — М.: Наука. Глав. ред. вост. лит-ры, 1979. — 288 с. — (Памятники литературы народов Востока. Переводы. VI). — 5000 экз. (в пер.)
- Эвлия Челеби. Книга путешествия: (Извлечения из сочинения турецкого путешественника XVII века): Перевод и комментарии. Вып. 3: Земли Закавказья и сопредельных областей Малой Азии и Ирана / Сост. и отв. ред. А. Д. Желтяков; Примеч. и коммент. А. Желтякова, М. Залумяна и Г. Путуридзе. Институт востоковедения АН СССР. — М.: Наука. Глав. ред. вост. лит-ры, 1983. — 376 с. — (Памятники литературы народов Востока. Переводы. VI). — 5000 экз. (в пер.)
- Эвлия Челеби. Книга путешествий Эвлии Челеби. Походы с татарами и путешествия по Крыму (1641-1667 гг.). — Симферополь: Таврия, 1996. — 240 с.
- Эвлия Челеби. Книга путешествий. Турецкий автор Эвлия Челеби о Крыме (1666—1667 гг.). — Симферополь: Дар, 1999.
- Эвлия Челеби. Книга путешествия. Крым и сопредельные области. (Извлечения из сочинения турецкого путешественника XVII века). / Вступит. статья, перевод с османского языка, комментарии Е. В. Бахревского; Историко-археологический фонд «Наследие тысячелетий». — Изд. 2-е, исправл. и доп. — Симферополь: Изд-во «ДОЛЯ», 2008. — 272 с. — 2000 экз. — ISBN 978-966-366-159-9. (обл.)
- Эвлия Челеби. Описание Северного Кавказа (Извлечения из сочинения «Сейахат-наме») / Сост. К. Ю. Рахно; Ин-т керамологии – отд-ние Ин-та народоведения Нац. АН Украины; Ин-т тюркологии. — М.: Таус, 2011. — 112 с.

### На иностранных языках
армянском
- Эвлия Челеби. Книга путешествия / Пер. с ориг., предисл. и прим. А. X. Сафрастяна. — Ереван, 1967 (на арм. яз.; резюме — рус. и англ. яз.)

болгарском
- Евлия Челеби. Пътепис / Превод от османотурски, съст. и ред. на С. Димитров. — София: Издателство на Отечествения фронт, 1972.

грузинском
- Эвлия Челеби. «Книга путешествия» Эвлии Челеби. Т. 2. Перевёл с турецкого, исследованием и комментарием снабдил Г. В. Путуридзе. Вып. 1. Грузинский перевод. Тб., 1971; Вып. 2. Исследование и комментарии. Тб., 1972.